# Suchy Dwór (województwo pomorskie)
Suchy Dwór (kaszb. Sëchi Dwór, niem. Suchydwor oraz Dembogorsch) – wieś kaszubska w Polsce położona w województwie pomorskim, w powiecie puckim, w gminie Kosakowo. W czasie II wojny światowej nazwa miejscowości została przemianowana na Gotenhof.
Początki wsi są ściśle związane z sąsiednim Dębogórzem, z którego późniejszy Suchy Dwór został wyodrębniony przez oliwskich cystersów jako oddzielny folwark. Ich prawo do m.in. wsi Dębogórze (w tym do dzisiejszego Suchego Dworu) zostało ostatecznie potwierdzone w 1316 roku. 
Mimo przywołanego podziału obie miejscowości nosiły wspólna nazwę Dębogórze/Dembogorsch do 1867 r. Wtedy to dokonano urzędowego zniemczenia nazwy na Eichenberg (niem. Dębowa Góra). Zmiana ta nie dotyczyła folwarku, który dalej nosił nazwę z wyraźnym słowiańskim rdzeniem Dembogorsch. Było to efektem działań właściciela majątku, który mimo tego, że był Niemcem, sprzeciwił się wprowadzanej zmianie nazewniczej.
W Suchym Dworze w roku 1843 urodził się niemiecki ziemianin i polityk, współtwórca Hakaty,  Heinrich von Tiedemann.
Na koniec 1892 r. ówczesny folwark zamieszkiwało 110 osób, z czego 88 Kaszubów (83 katolików i 5 ewangelików) i 22 Niemców ewangelików.
W latach 1975–1998 miejscowość administracyjnie należała do województwa gdańskiego.
W okresie powojennym głównym ośrodkiem wiejskim był PGR, obecnie pozostały po nim nieliczne zabudowania.